# 兵頭昌隆
兵頭 昌隆（ひょうどう まさたか、1852年3月20日（嘉永5年2月30日）- 1911年（明治44年）3月13日）は、明治期の実業家、政治家。衆議院議員、愛媛県宇和郡川之石村長。旧姓・竹村、田中。

## 経歴
伊予国宇和郡宇和島城下（愛媛県宇和郡宇和島、北宇和郡宇和島町を経て現宇和島市）で宇和島藩士・竹村佐平の長男として生れ、宇和郡川之石浦（川之石村、川之石町、保内町を経て現八幡浜市保内町川之石）の郷士・田中孫右衛門の養子となり、その後、資産家・兵頭吉蔵の娘婿となった。
1885年（明治18年）3月、川之石浦戸長となり、川之石郵便局長も務めた。1886年（明治19年）3月、愛媛県会議員に選出され、1890年（明治23年）10月、病のため辞任。同年、川之石村長に就任した。
1894年（明治27年）9月、第4回衆議院議員総選挙（愛媛県第5区、自由党）で当選し、1898年（明治31年）3月の第5回総選挙（愛媛県第5区、自由党）では次点で落選し、衆議院議員に1期在任した。
実業界では、1887年（明治20年）12月、養父吉蔵らと四国初の紡績会社、宇和紡績を設立し、同社長を務めた。晩年は東京に移り商業を営んだ。